# Отке Ганна Іванівна
Ганна Іванівна Отке (21 грудня 1974, Анадир) — російська політична і громадська діячка, член Ради Федерації Росії.

## Біографія
Народилася в 1974 році. 1997 року закінчила бакалаврат, в 1999 — магістратуру кафедри міжнародного права Російського університету дружби народів. Кандидат юридичних наук, тема дисертації — «міжнародно-правові аспекти екологічної безпеки країн-учасниць СНД».
З 2005 по 2009 роки працювала в апараті губернатора та уряду Чукотського автономного округу головним фахівцем управління у справах корінних нечисленних народів регіону.
З 2009 по 2013 роки працювала менеджером з питань соціального розвитку в ЗАТ «Чукотська гірничо-геологічна компанія».
З 2011 року є президентом регіональної громадської організації «Асоціація корінних нечисленних народів Чукотки».
26 вересня 2013 року обраний губернатор Чукотки Роман Копін призначив Ганну Отке представником виконавчої влади регіону в Раді Федерації.

## Санкції
Ганна Отке, як Член Ради Федерації, який ратифікував рішення уряду «Договір про дружбу, співробітництво і взаємодопомогу між Російською Федерацією та Донецькою Народною Республікою та між Російською Федерацією та Луганською Народною Республікою» є підсанкційною особою багатьох країн світу.
9 березня 2022 року додана до санкційного списку Європейського Союзу.
З 15 березня 2022 року перебуває під санкціями Великої Британії.
30 вересня 2022 року додана до санкційного списку США.
З 23 березня 2022 року перебуває під санкціями Канади.
З 16 березня 2022 року перебуває під санкціями Швейцарії.
З 21 квітня 2022 року перебуває під санкціями Австралії.
З 7 вересня 2022 року перебуває під санкціями України.
З 3 травня 2022 року перебуває під санкціями Нової Зеландії.